# Псеудофосил
Псеудофосили су неоргански објекти, ознаке или отисци који се могу заменити с фосилима.